# المديرية العامة للمؤسسات (تركيا)
المديرية العامة للمؤسسات (بالتركية: Vakıflar Genel Müdürlüğü)‏ ، التي تأسست في 2 مايو 1920 ، هي مؤسسة حكومية تركية تدير وتدقيق الأوقاف (بالتركية: vakıf)‏ ( أوقاف خيرية غير قابلة للتصرف بموجب الشريعة الإسلامية ) تعود إلى الإمبراطورية العثمانية ولا تزال موجودة حتى اليوم.

## تاريخ
كان إنشائها جزءًا من إصلاحات أتاتورك . تم تأسيسها تحت سلطة رئيس وزراء تركيا ، عصمت إينونو في 3 مارس 1924 ،  جنبًا إلى جنب مع مديرية الشؤون الدينية (بالتركية: Diyanet İşleri Başkanlığı)‏ .
استبدلت هاتان الإدارتان الوزارة العثمانية بمسؤولية إدارة الشؤون الإسلامية ، وزارة الشريعة والمؤسسات (بالتركية: Şerriye ve Evkaf Vekaleti)‏. نجت هذه الوزارة من حرب الاستقلال التركية في العصر الجمهوري والحكومة الأولى لتركيا .
ابتداءً من الخمسينيات والستينيات من القرن الماضي ، كانت المديرية تصادر وتتصرف في كثير من الأحيان بالأصول العقارية المملوكة لأقليات دينية على أساس قرارات محكمة مشكوك فيها. ومن الأمثلة البارزة على ذلك مصادرة مخيم توزلا للأطفال الأرمن في عام 1984.

## المسؤوليات
تدير المديرية العقارات والترميمات لحوالي 18500 مبنى تاريخي و 67000 عقار. المديرية توظف حوالي 38000 شخص. كما أنه يتعامل مع المنظمات الخيرية ، مثل الدعم الغذائي أو النقدي ، بناءً على مواثيق المؤسسات المدارة. حاليا ، تقوم المديرية بمراجعة إجراءات 4500 مؤسسة.
اعتبارًا من مارس 2017 ، تمتلك المديرية العامة للمؤسسات حصة 58.5٪ في فاكفيبنك  في مايو 2017 ، ظهرت تقارير تفيد بأن الحكومة التركية كانت تدرس مشروع قانون لنقل تلك الحصة البالغة 58.5 بالمائة ، والتي تبلغ قيمتها حوالي 2.5 مليار دولار ، إلى فاكيف كاتيليم بنكاسي لأنه متوافق مع الشريعة الإسلامية .